# Hellboy: Seed of Destruction
Hellboy: Seed of Destruction is een vierdelige miniserie comics uit 1994 over het personage Hellboy. Het was de eerste in wat uitdraaide op een serie aan elkaar verwante miniseries die schrijver en tekenaar Mike Mignola uitbracht bij Dark Horse Comics.

## Essentie
In Seed of Destruction ('zaad der vernietiging') belandt een nog jonge Hellboy bij een ruïne in Schotland op Aarde, wanneer de nazi's in 1944 een ritueel voltrekken om dit te bewerkstelligen. Zij worden hiertoe bijgestaan door Grigori Raspoetin. Die heeft een fout gemaakt omdat hij eigenlijk 'de draak' uit het Bijbelboek Openbaring probeerde op te roepen. Hij geeft dit niet toe en claimt het einde der tijden in werking te hebben gezet. Professor Trevor Bruttenholm weet het rode wezen onder zijn neus weg te kapen en ermee te verdwijnen.
Vijftig jaar later blijkt de knalrode, met hoorns getooide demon 'Hellboy' – anders dan zijn uiterlijk doet vermoeden – te zijn uitgegroeid tot een agent van 'het goede'. Hij werkt met onder meer zijn grote liefde Liz Sherman en het humanoïde amfibie Abe Sapiens voor het Bureau for Paranormal Research and Defense. Dan duikt Raspoetin opnieuw op om Hellboy ervan te overtuigen dat het zijn lotsbestemming is om samen met hem de wereld te vernietigen.

## Prijzen
- Will Eisner-award voor beste grafische album in herdruk 1995.
- Mignola won de Will Eisner-award voor beste scenarist+tekenaar 1995 met Seed of Destruction.